# Антимонит
Антимонит, још познат под именом стибнит је минерал сулфид хемијског састава Sb2S3. Сиве је боје, кристалише ромбично и има тврдину 2 по Мосовој скали тврдоће.